# 香港特別行政区政府
中華人民共和国香港特別行政区政府（ちゅうかじんみんきょうわこくホンコンとくべつぎょうせいくせいふ、英語: Government of the Hong Kong Special Administrative Region of the People's Republic of China）は、中華人民共和国の香港特別行政区における行政府である。香港特別行政区基本法に基づく一国二制度が実施されている同行政区は、高度な自治権を有しており、省や直轄市などの地方政府と比べるとより強い権限を持っている一方、完全な内政権までは有していない。

## 香港政府の要職と行政会議

### 行政長官
香港政府の首長は行政長官である。香港の新聞などでは特別行政区の首長を略して「特首」と呼ぶことが多い。行政長官は選挙委員会による間接選挙によって選出されるが、任命するのは国務院総理（中華人民共和国の首相）である。そのため、香港政府について理解するには、国務院など中央政府との関係を理解する必要もある。（詳細は「#中央政府との関係」の節で後述）

### 行政会議
香港政府の運営は行政会議において重要事項が決定される。行政会議の議長は行政長官である。そのメンバーには、官職メンバー（官方成員）と非官職メンバー（非官方成員）がいる。行政会議は諮問機関にすぎず、議決は多数決ではなく、行政長官の判断に委ねられている。香港返還前や返還後しばらくは、司長と一部の局長、財界出身の非官職メンバーによる利害調整を行う色彩が強かった。
しかし、2002年7月の「高官問責制」の導入に伴い、3人の司長（政務司司長、財政司司長、律政司司長）と11人の局長の全員が官職メンバーとされ、行政会議は内閣により近い組織となった。しかし、曽蔭権行政長官は非官職メンバーを増員して、官職メンバーの方が少数派となった。そのため、現在では政府と各政治勢力の間における利害や意見調整の場としての性格がやや強くなった。
なお、プレスリリースされた結論を除き、行政会議における議論は非公開とされている。メンバーには守秘義務が課せられており、特に政府側の説明や他のメンバーの発言を公にすることはできない。

### 官職メンバー（3司長13局長）
3司長13局長は香港政府において閣僚に相当する役割を担っている。その人事は行政長官が指名し、国務院が任命する。ただし立法会の承認は必要としない。そのため民主主義国家の閣僚と違い、司長や局長は一体誰に責任を負っているのか不明確である。2002年まで、これら政府高官は公務員であった。2002年7月の問責制導入によって、政治任命ポストとなった。そのため、閣僚により近い位置づけが与えられたといわれる。公務員から就任する場合は、一旦退職することが求められる。原則として再び公務員の身分に戻ることはできない（公務員事務局長を除く）。これにより財界や学者からの登用が可能となった。
司長は行政長官を直接補佐し、香港政府高官の中でも最上位にある。そのうち政務司司長（政務長官）が筆頭とされ、全ての局および局長を指導する。財政司司長（財政長官）は序列2位とされ、財政や経済関係の局および局長のみを指導する。3位の律政司司長（司法長官）は、行政長官の法律顧問としての役割と、律政司（香港政府の法律関係の事務などを管掌）という部門を統括しているが、局長を指導する立場にはない。なお副司長は香港基本法に言及があるものの、返還後いまだ設置されていない。
局長は決策局のトップである。司長の指導の下、職責分野の政策決定を担う。英語名称では司長と同じくSecretaryとされているが、実際には司長より格付けが低い。

### 非官職メンバー
行政会議の非官職メンバーは、公務員や政府高官以外から任命された非常勤の役職である。会議への出席を除いて、特定の職務を負っているわけではない。そのため、司長や局長と異なり、閣僚のような職務とは言えない。

## 香港政府の組織
香港政府本体の組織は、政策決定を担う政府総部と、政策実行を担う執行部門に分けられる。そして政府本体の他に、日本の独立行政法人に相当する公営機構がある。

### 政府総部
政府総部は組織であると同時に、2011年以降、香港島金鐘北部にある添馬添美道2号（2 Tim Mei Avenue、Tamar）に建つ庁舎（政府總部、Central Government Offices）をも指す。組織としての政府総部は、政務司司長を頂点とし、政務司司長弁公室および財政司司長弁公室（司長弁公室は長官官房と訳される）と13局（決策局）から構成されている。一部を除く局の所在地は、添馬の政府総部に集中している。
現在の政府総部は、しばしば「3司13局」とも呼称されるが、司は一つしか設置されていない。しかし唯一の司である律政司は中環の下亜厘畢道（Lower Albert Road）沿いにある律政中心（Justice Place, 旧中区政府合署＝添馬移転前に政府総部が入居した合同庁舎）に入居し、執行部門に分類されている。つまり政府総部の一部ではない。イギリス統治時代の総督府で行政長官官邸である香港礼賓府（Government House）は上亜厘畢道（Upper Albert Road）に面し、律政中心＝旧中区政府合署に近い。ただし初代行政長官であった董建華は礼賓府を用いず、中区政府合署にオフィスを構えた。
決策局は、行政長官に対して責任を負っている。ただし、政務司司長の指導または財政司司長の指導も受ける。主要官員問責制導入後、局のトップは政治任用の「局長」である。複数の事務を管轄する局では、内部に「科」が設置され、局長の補佐役である常任秘書長が「科」の責任者を務める。ただし、一部の局では「科」が設置されていなかったり、執行部門が決策局の内部組織として組み込まれ、そのトップが常任秘書長を兼任する場合もある。常任秘書長は局内の公務員のトップの地位にある。このほかに政治任用ポストの「副局長」と「政治助理」がある。

#### 決策局の構成
政策の方向性が異なる分野（環境と公共事業、産業政策と労働政策）を切り離しつつ、政府が積極的に経済政策を企画することも意識している。この他、行政長官弁公室には、局長待遇の主任と、常任秘書長1人が置かれる。
公務員事務局 Civil Service Bureau公務員人事（採用、育成）、規律保持を管轄。
政制及内地事務局 Constitutional and Mainland Affairs Bureau（憲政本土事務省）選挙事務や中央政府との折衝、海外との条約・協定に関する事務を管轄。
教育局 Education Bureau（教育省）教育行政を管轄。
環境局 Environment Bureau（環境省）環境政策を管轄。
食物及衛生局 Food and Health Bureau（食物保健省）食品安全、公共衛生、医療などを管轄。常任秘書長は2人。
民政事務局 Home Affairs Bureau（民政事務局）社会政策、娯楽・スポーツ、文化行政を管轄。
労工及福利局  Labour and Welfare Bureau（厚生労働省）労働政策、福祉政策を管轄。
保安局 Security Bureau（保安省）治安（警察、刑務所）、防災・救急、境界（入管、税関）行政を管轄。
運輸及房屋局 Transport and Housing Bureau（運輸住宅省）運輸政策、住宅政策を管轄。常任秘書長は2人。
商務及経済発展局 Commerce and Economic Development Bureau（商務経済発展省）産業政策、放送・通信とクリエイティブ産業を管轄。常任秘書長は2人。
発展局 Development Bureau公共事業、都市計画(規劃及地政)を管轄。常任秘書長は2人。
財経事務及庫務局 Financial Services and the Treasury Bureau（金融財務省）財経事務科（金融政策を担当）と庫務科（政府財政を担当）が置かれる。常任秘書長は2人。
創新及科技局 Innovation and Technology Bureau（技術革新・科学技術省）2015年11月に新設。イノベーション・科学技術を管轄。

### 執行部門
執行部門はその名前のとおり、決策局が決定した政策を実行する部門である。執行部門は特定の局に管轄され、その局に対して責任をおっている。ただし、一部の執行部門は直接、司長や行政長官に責任を負っている。また、政府の会計監査を担う審計署は直接、立法会に報告を行っている。
執行部門の長官のうち、海関関長（税関長）、廉政専員（廉政公署長官）、警務処処長（警察長官）、入境事務処処長（入境管理局長官）、審計署署長（会計検査院長）は香港基本法において香港政府の高官に準じる位置づけとされ、行政長官が指名し、中央政府（国務院）が任命することになっている。

### 公営機構
公営機構は、半官半民の組織である。政府本体には含まれない。ただし多くの場合、名士や学識経験者などによる委員会が運営を決定しており、比較的強い独自性を持っている。その一部は日本の特殊法人や独立行政法人同様、政府の出資と指示を受けて行政サービスを提供する組織であるが、他にも由来や性格がさまざまに異なる組織がある。
政府から運営費を交付される機構だけではなく、事業収入で運営される公営企業あるいは公有企業も含まれている。香港鉄路、香港機場（空港）管理局がこれにあたる。
一部の組織には設立法があり、そのような場合は法定組織とも呼ばれる。多くの大学や慈善団体のほか、香港証券取引所、香港貿易発展局、2007年に新設された香港映画発展局などがこれに含まれる。この中にも、香港証取など政府財政に依存しない組織がある。郷議局のような地方議会に相当する組織も含まれている。

## 中央政府との関係
香港の自治権は、外交と防衛を含まない。そのため、香港の外交事務については外交部駐香港特派員公署が、防衛については人民解放軍駐香港部隊が香港に設置および派遣されている。香港における中央政府の代表部として中央政府駐香港連絡弁公室が設置されている。
香港基本法の規定により、中央政府は香港政府高官の任命権を持っている。その対象は行政長官、司長、副司長（未設置）、局長のほか、廉政専員（廉政公署の長官）、審計署署長（会計検査院長に相当）、警務処長（警察長官）、入境事務処長，海関長（税関長）を含む。ただし行政長官は選挙で選出されることになっており、他の高官は行政長官が指名するため、事実上の任命拒否権に近い。

## 公務員制度
香港政府本体の職員つまり公務員には、政務職系、行政主任職系、法定言語主任・同時通訳主任・校正員職系、訓練主任職系、文書・秘書職系のカテゴリーがある。いずれも中国語（広東語と普通話）、英語の能力が必須とされる。
給与水準は職系によって大きく異なる。一般職では日本よりやや低く、行政職系でほぼ同じである。一方、政務職系ではほぼ日本の倍程度の水準となり、さらに首長級に昇進するとさらなる高給が支給される。公務員最高位の決策局秘書長（D8、首長級甲一級政務官）では月給が21万香港ドル、日本円で300万以上と規定されている。部門である香港金融管理局の局長は、運用ファンドの成績次第とされつつも、実際には日本円で1億円を軽く超える報酬を得ている。ただし、2001年以降、不景気や財政赤字の拡大を理由に、公務員の給与は多少低減されつつある。

### 政務職系（政務官）
政務職系（AO、Administrative Officer）は、公務員の中で最高ランクのカテゴリーであり、公務員の最高位である決策局秘書長への門戸が開かれている。問責制以後は公務員を退職する必要があるが、局長や司長に任命される機会もある（中国国籍の者に限る）。香港政府全体で583人（2006年末現在）いる。
大学卒業とともに、1級もしくは2級栄誉学士（学士のうち特に成績優秀なものに与えら得る称号）を取得していることが就職条件である。就職後2年間の訓練の後、海外の大学院へ留学する機会が与えられる。北京の清華大学で中国国内の事情や中央政府との関係に関する研修も行われている。最初の職務は、民政事務処で末端の行政を学ぶことであり、その後は原則3年に1度ポストを替わりつつ、香港政府のさまざまな部署での経験を積む。配属先は、決策局、部門、海外の出先機関などさまざまである。
返還前は、政務職系の多くがイギリス人であった。しかし、返還決定後、特にパッテン総督が就任してから、香港華人の登用が進んだ。現在でも、香港永住権があれば、外国籍でも政務職系を含む公務員になることができる。ただし、首長級と呼ばれる幹部クラスへの登用は中国籍の者に限定されており、イギリス人や英国籍の華人の昇進には限界がある。また、優秀な香港の学生が海外に留学していることも多いため、海外からの受験もスムーズに行えるよう採用試験の実施が工夫されている。

### 行政主任職系
行政主任職系（EO、Executive Officer）は、2番目のカテゴリーであり、主に執行部門での行政事務を担う。2122人いる。大学卒業が就職条件であるが、海外研修の機会が与えられていない。

### その他
その下に位置するのが、文書・秘書職系であり、いわば一般職である。約2万人強いる。法定言語主任・同時通訳主任・校正員職系は、その名の通り、政府文書を英語と中国語で作成したり、翻訳する専門職である。合計で600人強。訓練主任職系は公務員への訓練プログラムを担っており、70人強（いずれも、2006年末現在）いる。

## 参考
1. ↑  福井総裁の４倍！香港“中銀総裁”は世界一の俸給